# Parti rom
Pour les articles homonymes, voir Parti des Roms.
Le Parti rom (en serbe cyrillique : Ромска партија ; en serbe latin : Romska partija ; en abrégé : RP) est un parti politique serbe fondé en 2003. Il a son siège à Kovačica et est présidé par Srđan Šajn.
Il s'est donné comme mission de défendre et de représenter la minorité rom de Serbie.

## Activités électorales
Aux élections législatives serbes de 2007, le Parti rom présente 167 candidats ; la liste obtient 14 636 voix, soit 0,36 % des suffrages. À la suite de cette élection, Srđan Šajn devient député à l'Assemblée nationale de la République de Serbie en tant que représentant d'une minorité nationale. Aux élections législatives de 2008, le parti présente une nouvelle liste de 42 candidats ; elle remporte  9 103 voix (0,22 %) et n'obtient aucun député.
Lors des élections législatives serbes de 2012, le Parti rom participe à la coalition Donnons de l'élan à la Serbie, emmenée par Tomislav Nikolić, qui était alors président du Parti progressiste serbe (SNS). Srđan Šajn est élu député à l'Assemblée nationale de la République de Serbie et devient membre du groupe parlementaire du SNS.